# Summer City
Summer City est un film australien de Christopher Fraser sorti en 1977. 

## Synopsis
Dans les années soixante, quatre jeunes gens en vacances se retrouvent impliqués dans un meurtre.

## Fiche technique
- Réalisation : Christopher Fraser
- Scénario : Phillip Avalon
- Genre : Thriller
- Pays de production :  Australie
- Budget : 66 000 Dollars
- Durée : 90 min
- Date de sortie en salle : 22 décembre 1977 en Australie

## Distribution
- John Jarratt : Sandy
- Steve Bisley : Boo
- Mel Gibson (VF : Jacques Bernard) : Scollop
- Phillip Avalon : Robbie

## Autour du film
L'un des premiers rôles au cinéma pour Mel Gibson, connu deux ans plus tard avec Mad Max. Dans ce film, il joue avec Steve Bisley qui jouera dans ... Mad Max. Mel Gibson a obtenu 400 $ pour son rôle.